# André Chaumeix
André Chaumeix (Chamalières, 6 giugno 1874 – Passy, 23 febbraio 1955) è stato un filologo, critico letterario e giornalista francese.
Fu il quattordicesimo membro eletto a occupare il seggio 3 dell'Académie française nel 1930.

## Carriera
Dopo il liceo alla scuola superiore Henri IV, André Chaumeix entrò nell'École Normale Supérieure nel 1895. Ottenne anche una laurea in giurisprudenza e nel 1898 ottenne l'agrégation in lettere. Dopo due anni alla scuola francese di Roma, dove era appassionato di letteratura antica e archeologia, entrò nel Journal des Débats nel 1900, diventando capo redattore nel 1905. Nel corso dei successivi trent'anni, André Chaumeix si affermò come figura di spicco del giornalismo parigino, collaborando a titoli prestigiosi come Gazette des Beaux-Arts, Le Gaulois, Le Figaro di cui fu capo redattore dal 1926 al 1930, la La Revue des deux mondes infine, dove esercitò le funzioni di critico letterario prima di prendere la direzione nel 1937.

## Opere
- Platon. Ménéxène (1899)
- Mémoire sur la sculpture romaine de l’époque hellénistique (1899)
- Platon. Ion (1900)
- Le lycée Henri IV (1936)
- Émile Dard, portrait (en collaboration avec R. Dolot, M. Dunan et R. de Saint-Quentin) (1951)